# Äijä och Ämmä
Äijä och Ämmä med Iso-Soini är en ö i Finland. Den ligger i Bottenviken och i kommunen Brahestad i den ekonomiska regionen  Brahestads ekonomiska region i landskapet Norra Österbotten, i den norra delen av landet. Ön ligger omkring 60 kilometer sydväst om Uleåborg och omkring 500 kilometer norr om Helsingfors.
Öns area är 24,6 hektar och dess största längd är 0,8 kilometer i nord-sydlig riktning.

## Sammansmälta delöar
- Äijä 64°41′23″N 24°25′49″Ö / 64.68963°N 24.43015°Ö
- Ämmä 64°41′15″N 24°26′08″Ö / 64.68757°N 24.43561°Ö
- Iso-Soini 64°41′08″N 24°25′56″Ö / 64.68564°N 24.43216°Ö